# Peire de la Cavarana

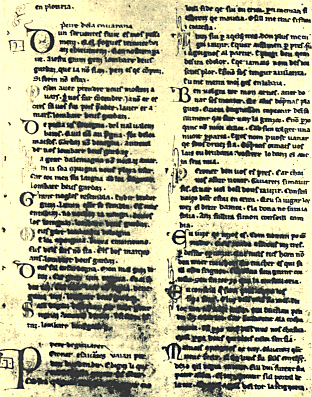
Cançoner D, fol. 206a; manuscrit de 1254 que conté el sirventès de Peire de la Cavarana en la columna a

Peire de la Cavarana (o de la Caravana) (fl. mitjans s. XII) fou un trobador italià que escriu, com tots els trobadors, en occità. És probablement un dels trobadors italians més antics (d'entre els que tenim notícia), junt amb Albert Malaspina, Rambertino Buvalelli i Manfred I Lancia.

## Vida
El nom d'aquest trobador es troba escrit segons els manuscrits de la Cavarana o de la Caravana, però, segons Bertoni la primera sembla més adequada segons els testimonis d'altres cognoms documentats.
D'aquest trobador se'n conserva només un sirventès que insta els llombards a defensar-se de la invasió germànica. El sirventès té vuit estrofes amb refrany (el refrany diu: Lombart, be·us gardaz / que ja non siaz / peier que compraz / si ferm non estaz "Llombards, guardeu-vos, que no sigueu pitjor que esclaus, si no us manteniu ferms"). S'ha identificat el moment històric amb l'any 1157 quan Frederic Barbarroja va creuar el pas del Brenner.
Són curiosos els versos on se'n riu de l'accent de la llengua dels alemanys, dels quals diu que granoglas resembla ("semblen granotes" v. 41).
Sembla que és a Peire de la Cavarana a qui Peire d'Alvernha al·ludeix en la seva galeria satírica de trobadors quan parla del veilletz lombartz.

## Obra
- (334,1)[3] D'un serventes faire

### Repertoris
- Alfred Pillet / Henry Carstens, Bibliographie der Troubadours von Dr. Alfred Pillet […] ergänzt, weitergeführt und herausgegeben von Dr. Henry Carstens. Halle : Niemeyer, 1933 [Peire de la Cavarana és el número PC 334]